# Lijst van afleveringen van Marvin Marvin
Dit is een lijst van afleveringen van Marvin Marvin.

## Seizoenoverzicht
| Seizoen | Afleveringen | Uitzendingen in de Verenigde Staten | Uitzendingen in de Verenigde Staten |
| Seizoen | Afleveringen | Seizoenspremière                    | Seizoensfinale                      |
| ------- | ------------ | ----------------------------------- | ----------------------------------- |
| 1       | 19           | 24 november 2012                    | 27 april 2013                       |

## Afleveringen
| Nr. | Titel                        | Regie            | Geschreven door                            | Kijkers in de Verenigde Staten (miljoenen) | Uitzenddatum     | Productiecode |  |
| --- | ---------------------------- | ---------------- | ------------------------------------------ | ------------------------------------------ | ---------------- | ------------- |  |
| 1   | Pilot                        | Gary Halvorson   | Jon Ross en Jeff Bushell                   | 2.6                                        | 24 november 2012 | 101           |  |
| 2   | Improbable Story             | Eric Dean Seaton | Carly Althoff & Luke Giordano              | 2.1                                        | 1 december 2012  | 105           |  |
| 3   | Toothache                    | Gary Halvorson   | Dicky Murphy                               | 2.3                                        | 8 december 2012  | 103           |  |
| 4   | Ice Pop Pop                  | Eric Dean Seaton | Jennifer Joyce                             | 2.9                                        | 15 december 2012 | 106           |  |
| 5   | Burger On a Bun              | Eric Dean Seaton | Steve Leff                                 | 2.9                                        | 5 januari 2013   | 108           |  |
| 6   | Marvin and the Cool Kids     | Eric Dean Seaton | Peter Dirksen & Jonathan Howard            | 2.1                                        | 12 januari 2013  | 107           |  |
| 7   | Scary Movie                  | Rob Schiller     | Peter Dirksen & Jonathan Howard            | 2.3                                        | 19 januari 2013  | 109           |  |
| 8   | Double Date                  | Gary Halvorson   | Jeff Bushell                               | 2.4                                        | 26 januari 2013  | 102           |  |
| 9   | Basketball                   | Shannon Flynn    | Jon Ross                                   | 2.3                                        | 2 februari, 2013 | 104           |  |
| 10  | Space-Cation                 | Rob Schiller     | Jeff Bushell                               | 2.3                                        | 9 februari 2013  | 110           |  |
| 11  | Battle of the Bands          | Shannon Flynn    | Dicky Murphy                               | 1.8                                        | 16 februari 2013 | 112           |  |
| 12  | Marvin Gets a Pet            | Shannon Flynn    | Jennifer Joyce                             | 2.0                                        | 23 februari 2013 | 113           |  |
| 13  | Calm Palm                    | Eric Dean Seaton | Marc Warren & Danny Warren en Jeff Bushell | 1.9                                        | 2 maart 2013     | 111           |  |
| 14  | St. Glar Kai Day             | Shannon Flynn    | Jon Ross                                   | 1.7                                        | 16 maart 2013    | 116           |  |
| 15  | The Amazing Comic Book Thief | Eric Dean Seaton | Blake J. Williger                          | 1.8                                        | 30 maart 2013    | 117           |  |
| 16  | Marvin's Day Off             | Eric Dean Seaton | Steve Leff                                 | 1.8                                        | 6 april 2013     | 118           |  |
| 17  | House Party                  | Jeff Bushell     | Zach Butler                                | 1.9                                        | 13 april 2013    | 120           |  |
| 18  | Mr. Earth                    | Alex Winter      | Peter Dirksen & Jonathan Howard            | 2.1                                        | 20 April 2013    | 119           |  |
| 19  | Big Time Marvin              | Jonathan Judge   | Carly Althoff & Luke Giordano              | 2.2                                        | 27 april 2013    | 999-60        |  |